# Ciprofloxacina
Ciprofloxacina è il nome generico internazionale di un antibiotico sintetico del gruppo dei fluorochinoloni.
La molecola, concepita dalla Bayer, è stata messa in commercio con il nome commerciale Cipro e altre varianti in diversi mercati, ad esempio fra i farmaci veterinari. In Italia è commercializzato con i nomi Ciproxin, Flociprin (quest'ultimo, ora, commercializzato con il nome di Flontalexin).
La Ciprofloxacina è battericida, il suo modo di agire dipende dal blocco della replicazione del DNA batterico, attraverso la sua legatura all'enzima DNA girasi (una topoisomerasi di tipo II), il quale consente lo srotolamento necessario per replicare una doppia elica di DNA. Il farmaco ha elevata affinità per la DNA girasi batterica.
Il farmaco viene pertanto comunemente prescritto in caso di infezioni alle vie respiratorie, infezioni alle vie urinarie, batteri trasmessi sessualmente, sepsi, legionella. La dose in caso di infezione respiratoria varia da 500 a 1500 mg/giorno in due somministrazioni quotidiane, mattino-sera.

## Farmacodinamica
La ciprofloxacina è un antibiotico ad ampio spettro e di grande efficacia nei confronti di un'ampia gamma di batteri Gram-positivi e Gram-negativi. Come le altre molecole della classe di appartenenza (i chinoloni) la ciprofloxacina agisce inibendo in modo selettivo i due tipi di enzima topoisomerasi presenti nel batterio: la DNA–girasi e la topoisomerasi IV. Questi enzimi sono fondamentali per la cellula batterica essendo coinvolti nei processi di duplicazione, trascrizione e riparazione del DNA. La topoisomerasi IV svolge la funzione di separazione delle catene di DNA che deve essere replicato (cioè duplicato) prima che avvenga la divisione cellulare batterica. Qualora il DNA non possa essere separato, il processo di replicazione delle molecole dell'acido deossiribonucleico batterico viene interrotto, e il batterio non può più dividersi e quindi replicarsi. Il secondo enzima, la DNA girasi, è invece deputato al superavvolgimento del DNA: questo processo di superavvolgimento è cruciale per permettere al DNA di rientrare nelle cellule di nuova formazione. Il blocco di entrambi i meccanismi porta, in ultima analisi, alla morte del batterio.
La molecola è attiva principalmente su: Escherichia coli, Shigella, Salmonella, Citrobacter, Klebsiella, Enterobacter, Serratia, Hafnia, Edwardsiella, Proteus, Pronvidecia, Morganella, Yersinia, Vibrio, Aeromonas, Plesiomonas, Pasteurella, Haemophilus, Campylobacter, Pseudomonas, Legionella, Neisseria, Moraxella, Acinetobacter, Brucella, Staphylococcus, Listeria, Corynebacterium, Chlamydia, Bacillus anthracis, che causa l'antrace.
Può essere efficace anche su: Gardnerella, Flavobacterium, Alcaligenes, Streptococcus agalactiae, Enterococcus faecalis,
Streptococcus pyogenes, Streptococcus pneumoniae, Streptococcus viridans, Mycoplasma hominis, Mycobacterium tuberculosis, Mycobacterium fortuitum
Risultano resistenti: Enterococcus faecium, Ureaplasma urealyticum, Nocardia asteroides, Bacteroides e altri organismi anaerobi.
Inefficace nei confronti all'agente eziologico della sifilide, (Treponema pallidum), e di altre spirochete come quelle del genere borrelia, dal momento che questi batteri non necessitano dell'enzima DNA girasi per la trascrizione e replicazione.
Data la sua attività ad ampio spettro sicura ed efficace, inizialmente se ne faceva ricorso solo per avere una soluzione per infezioni difficili o farmaco resistenti. Come con altri antibiotici, il passare del tempo e la diffusione ha portato ad un aumento di infezioni resistenti alla ciprofloxacina, principalmente in ambito ospedaliero (con stafilococchi meticillino-resistenti, enterococchi, Pseudomonas aeruginosa, Stenotrophomonas, Acinetobacter e Alcaligenes faecalis). Di questo problema sono anche responsabili la prescrizione di fluorochinoloni a basso costo, meno potenti e la molta estesa aggiunta di ciprofloxacina e altri antibiotici nell'allevamento di animali (che, per ragioni che non sono chiare, portano ad un maggiore e più rapido aumento di peso).

## Farmacocinetica
L'assorbimento è facilitato a digiuno (almeno due ore dopo il pasto, almeno un'ora prima del pasto) e già dopo una o due ore dall'assunzione vengono raggiunti i massimi livelli ematici.
La ciprofloxacina ha una biodisponibilità del 70-80%. Questa biodisponibilità viene ad essere ridotta dalla contemporanea assunzione di medicamenti antiacidi.  Il legame con le proteine plasmatiche è basso (pari al 23-30%). Il composto circola nel plasma per lo più nella forma non ionizzata. È in grado di penetrare agevolmente nei tessuti ove raggiunge livelli anche superiori a quelli sierici, ed in effetti ha un notevole volume di distribuzione (2-3 l/Kg).
La ciprofloxacina viene eliminata attraverso le urine ove si ritrova per lo più nella forma immodificata. Sono, tuttavia, noti anche quattro metaboliti: la desetilenciprofloxacina, la sulfociprofloxacina, l'ossociprofloxacina e la formilciprofloxacina.
Una piccola parte del farmaco viene eliminata per via biliare (1%) o per secrezione nell'intestino.

## Usi clinici
Il farmaco, disponibile per uso orale e parenterale, trova indicazione nelle infezioni delle vie respiratorie (con esclusione della polmonite da Pneumococco), nelle infezioni del rene e delle vie urinarie, nelle infezioni dell'apparato gastroenterico, nella gonorrea, e nella sepsi da microorganismi sensibili.
La ciprofloxacina, inoltre, è il primo antibiotico consigliato nella terapia iniziale dell'antrace.
Il farmaco è codificato come J01MA02 nella classificazione ATC.

## Effetti collaterali e indesiderati
Tra gli effetti indesiderati che si verificano con maggiore frequenza si segnalano i disturbi gastrointestinali, comuni con molti altri antibiotici, ed in particolare diarrea, dolori addominali, dispepsia, nausea e vomito. Sono stati anche segnalati: rash cutaneo e prurito, cefalea, vertigini, disturbi del sonno e confusione mentale (<10% dei casi), neuropatia.
Effetti collaterali meno frequenti sono (<1%): reazioni da ipersensibilità, astenia, anoressia, confusione mentale, depressione, alterazioni ematologiche e dell'azotemia e della creatininemia, disturbi sensitivi (dell'olfatto, del gusto, della vista e dell'udito). Sono stati segnalati anche casi di anemia emolitica, insufficienza renale od epatica.
Un effetto raro (<0,01%) ma che in alcune situazioni deve essere tenuto ben presente è il danno tendineo che talvolta può arrivare alla rottura. Per tale motivo la ciprofloxacina (come del resto tutti i chinolonici) non deve essere somministrata a persone che abbiano già avuto problemi di tal sorta. Le persone anziane, inoltre, sono più predisposte a questo danno, specie se sono in terapia con corticosteroidi. Non appena si sospetta la presenza di una tendinite, il farmaco dev'essere subito sospeso.
Va considerato, quando si parla di effetti "rari" che alcuni medici a seguito della segnalazione dei pazienti non effettuano la segnalazione degli effetti collaterali agli organi di farmacovigilanza, effetti che così potrebbero avere un'incidenza più alta di quella descritta. 
Gli effetti fin qui descritti sono comuni anche ad altri chinolonici. Segnalazioni proprie per la ciprofloxacina comprendono anche: flatulenza, tremori, aumento della glicemia, tachicardia, tinniti, vampate e sudorazione, edema, sincope, eritema nodoso o comparsa di una dermatite bollosa. Si possono avere anche dolore e flebite nella sede dell'iniezione.
La ciprofloxacina può diminuire le capacità di reazione per cui può influenzare la guida degli autoveicoli. Tale effetto si accentua nel caso si verifichi la contemporanea assunzione di alcool.
Nel 2019 l'associazione italiana del farmaco ha diramato una circolare a tutti i medici per sospetti "effetti collaterali gravi e potenzialmente permanenti", limitando l'utilizzo di tutti i chinoloni e fluorochinoloni ad infezioni gravi che non si potrebbero debellare con altri antibiotici.
Sono in corso studi più approfonditi per capire il meccanismo che induce danni di così lunga durata (in alcuni casi mesi o anni).

## Controindicazioni
Come tutti i chinolonici la ciprofloxacina deve essere evitata in gravidanza, durante l'allattamento ed in bambini di età inferiore a 18 anni in quanto in modelli animali si è notata la comparsa di erosioni della cartilagine delle grosse articolazioni sebbene sull'uomo questo effetto non sia certo.
Vi è, inoltre, controindicazione all'uso in persone affette da epilessia, o comunque predisposte alle convulsioni in quanto i chinolonici possono, in questi casi, favorire la comparsa del disturbo in questione (specie se associati con i FANS), da deficit di glucosio 6-fosfato deidrogenasi (in quanto vi è rischio di comparsa di emolisi) o da miastenia gravis (per la possibilità di esacerbare la malattia). Bisogna fare attenzione anche a somministrare il farmaco in persone con insufficienza renale nelle quali la dose da usare deve venir dimezzata.

## Interazioni
L'interazioni con farmaci antiacidi, sucralfato o composti che contengano ferro, rame, zinco, magnesio, alluminio, calcio o che siano assai tamponati, può determinare una riduzione dell'assorbimento della ciprofloxacina che va perciò assunta due ore prima o quattro ore dopo i precedenti. Non si ha, invece, nessuna interazione con gli antagonisti del recettore H2. Si consiglia inoltre di evitare l'assunzione contemporanea di latte e suoi derivati o alimenti che contengano o che siano addizionati con calcio. La metoclopramide, invece, accelera l'assorbimento della ciprofloxacina riducendo, così, il tempo necessario per raggiungere il picco di concentrazione plasmatica.
Il probenecid può ridurre l'eliminazione renale della ciprofloxacina i cui livelli ematici, perciò, possono aumentare.
Gli analgesici oppioidi, invece, possono diminuire i livelli di ciprofloxacina che, a sua volta, è in grado di diminuire il trasporto tubulare del metotrexato i cui valori plasmatici possono, così, aumentare favorendo la comparsa di tossicità. Si ritiene, inoltre, ch'essa possa aumentare la concentrazione plasmatica della fenitoina.
Ciprofloxacina, se assunta con teofillina, ne può aumentare i livelli ematici anche a livelli tossici. È in grado, poi, di aumentare la sensibilità alla caffeina interferendo col metabolismo di quest'ultima.
L'associazione con i FANS, come si è visto prima, può favorire la comparsa di convulsioni.
Se viene assunta ciprofloxacina in contemporanea con la ciclosporina, può comparire un aumento della creatininemia che va perciò monitorata frequentemente.
La ciprofloxacina può aumentare l'attività del warfarin, dell'acenocumarolo e dalla glibenclamide.
La casa produttrice del farmaco antimalarico costituito dall'associazione dell'artemetere con la lumefantrina ne sconsiglia l'associazione con i chinolonici.
L'assorbimento del farmaco è facilitato a digiuno (almeno due ore dopo il pasto, almeno un'ora prima del pasto),

## Resistenza
La comparsa di resistenza batterica alla ciprofloxacina sembra essere un processo graduale che procede per stadi successivi. Non è noto, inoltre, lo sviluppo di una resistenza mediata da plasmidi.
Non sussistono fenomeni di resistenza crociata per cui il farmaco può essere utilizzato anche con batteri che siano resistenti a composti non chinolonici. Sussiste, invece, resistenza da parte di batteri resistenti ad altri inibitori della DNA girasi anche se rispetto alla ciprofloxacina questo fenomeno è un po' meno pronunciato per cui la si può usare anche con ceppi che siano resistenti alle molecole meno attive di questa classe di farmaci antibiotici.
La resistenza ai fluorochinolonici dipende da due meccanismi:
- modifiche degli amminoacidi della DNA girasi, specie di quelli della parte N-terminale della subunità A,
- diminuzione della concentrazione intracellulare del farmaco per diminuzione delle porine della membrana esterna o per presenza di un sistema di trasporto energia-dipendente che espelle il composto.

## Aspetti economici
La scoperta e lo sviluppo della ciprofloxacina è un raro caso di un'effettiva innovazione dello sviluppo di un nuovo farmaco, aprendo a un'intera nuova classe di antibiotici per ulteriori ricerche, sviluppo, e messa in commercio. Ancor più sorprendente, sembra essere il caso dove il primo farmaco scoperto di questa classe rimane il gold standard in termini di efficacia, con gli altri farmaci sviluppati da altre case farmaceutiche relegati allo stato di imitazione e forzati a competere sulla base di un costo minore.
Incoraggiata dalla grandezza di questo successo, come pure dall'afflusso di denaro, Bayer Pharmaceutical si imbarcò nel progetto di diventare da una piccola industria farmaceutica ad una importante società nel mercato farmaceutico internazionale, con un futuro certo nel campo degli antibiotici. Sfortunatamente, la combinazione: tendenza degli antibiotici di essere considerati una merce e prescritti sulla base di prezzo ridotto; l'incapacità della Bayer di proseguire con un'altra colossale scoperta e una flessione del mercato farmaceutico internazionale costrinse Bayer ad un importante ridimensionamento nel 2000-2001. A fronte dell'imminente scadenza del brevetto della ciprofloxacina, Bayer è ricorsa alla strategia solita delle società farmaceutiche in tali situazioni: focalizzarsi sullo sviluppo e brevetto di nuove varianti del vecchio farmaco (es. ciprofloxacina pediatrica, endovenosa, monodose ecc.). che avrà l'effetto secondario di estendere il brevetto del farmaco originale.
"Cipro" divenne una parola familiare negli Stati Uniti durante l'attacco postale con l'impiego dell'antrace dopo i fatti dell'11 settembre. Bayer ebbe un contraccolpo finanziario dovuto all'aumento delle spese per fare fronte al rapido aumento della produzione del farmaco, che è stato venduto al governo ad un prezzo al di sotto del prezzo di mercato. Nonostante ciò, non mancarono attacchi dalla stampa, che la descrivevano come una «affarista di guerra», anziché una collaboratrice alla sicurezza pubblica.

## Avvertenze
Lesioni tendinee: il rischio di tendinite o rottura tendinea è un evento raro associato alla terapia con fluorochinoloni, che può verificarsi sia durante il trattamento stesso sia a distanza di mesi. L'incidenza stimata nella popolazione generale è pari allo 0,14-0,40%. Il rischio aumenta nei pazienti con età > 60 anni, in quelli in terapia corticosteroidea, nei pazienti sottoposti a trapianto d'organo (l'incidenza può arrivare fino al 15%).
Altri fattori che possono aumentare il rischio di rottura dei tendini comprendono attività fisica intensa, insufficienza renale, e disturbi tendinei pregressi (es. artrite reumatoide). Uno studi caso-controllo condotto in Italia su 22 194 casi di tendinite non traumatica e 104 906 controlli ha rilevato che l'uso di fluorochinoloni era associato in modo significativo a disturbi tendinei vari, a rottura di tendine e a rottura del tendine di Achille. A seguito del trattamento con fluorochinoloni la rottura del tendine di Achille è stata osservata in 1 su 5989 pazienti di qualsiasi età e in 1 su 1638 pazienti di età > 60 anni.
Polmonite: non si consiglia l'impiego di ciprofloxacina come farmaco di prima scelta nel trattamento della polmonite pneumococcica.
Farmaci metabolizzati dal citocromo P450: i fluorochinoloni possono aumentare i livelli plasmatici dei farmaci metabolizzati dagli enzimi citocromiali del tipo CYP3A e CYP1A per inibizione farmacometabolica. L'enzima citocromiale CYP3A4 è responsabile del metabolismo epatico di circa il 50% dei farmaci. L'interazione farmacologica può tradursi in un aumento degli effetti avversi fino a grave tossicità.
Pazienti anziani: non somministrare la ciprofloxacina a intervalli di tempo inferiori alle 12 ore (per ridurre il rischio di accumulo del farmaco nell'organismo)
In realtà, con la revisione AIFA Ed EMA del 2018-2019 è stato totalmente bandito l'utilizzo in pazienti over 70, laddove vi siano alternative terapeutiche, come specificato anche nella circolare AIFA diramata a tutti i medici operanti su territorio italiano..